# Pistorf
Pistorf (ausgesprochen „Pistorf“ oder im Dialekt „Bischdorf“) war eine Gemeinde mit 1402 Einwohnern (Stand 1. Jänner 2014) im Bezirk Leibnitz im österreichischen Bundesland Steiermark. Im Rahmen der steiermärkischen Gemeindestrukturreform
wurde sie ab 2015 mit der Nachbargemeinde Gleinstätten zusammengeschlossen.

## Geografie
Pistorf liegt in der Südsteiermark.

### Gemeindegliederung
Das Gemeindegebiet umfasste vier Ortschaften (in Klammern Einwohnerzahl Stand 1. Jänner 2024):
- Dornach (77)
- Maierhof (316)
- Pistorf (598)
- Sausal (448)

Die Gemeinde bestand aus vier Katastralgemeinden:
- Dornach
- Mayerhof
- Pistorf
- Sausal bei Pistorf

## Geschichte
Eine 1168 in Leibnitz ausgestellte Urkunde erwähnt erstmals den Namen „Piscouistorf“. Die Ortsgemeinden als autonome Körperschaften entstand 1850. 1882 lösten sich die Katastralgemeinden Distelhof, Dornach, Pistorf, Maierhof und Sausal von der Ortsgemeinde Gleinstätten und schlossen sich zur neuen Ortsgemeinde Pistorf zusammen. Nach der Annexion Österreichs 1938 kam die Gemeinde zum Reichsgau Steiermark, 1945 bis 1955 war sie Teil der britischen Besatzungszone in Österreich.

## Politik
Bürgermeister war bis Ende 2014 Franz Koller (ÖVP).
Der Gemeinderat setzte sich nach den Wahlen von 2010 wie folgt zusammen:
- ÖVP: 11
- SPÖ: 4

### Ehemalige Bürgermeister
| von  | bis  | Bürgermeister     |
| ---- | ---- | ----------------- |
| 1946 | 1947 | Peter Sturm       |
| 1947 | 1948 | Gottfried Sackl   |
| 1948 | 1950 | Josef Lampl       |
| 1950 | 1955 | Franz Neukirchner |
| 1955 | 1975 | Franz Koller      |
| 1975 | 1987 | Franz Schwarzl    |
| 1987 | 2000 | Franz Hirschmugl  |
| 2001 | 2005 | Hermann Nagler    |
| 2005 | 2014 | Franz Koller      |

### Wappen
Mit Beschluss vom 23. März 1992 hat die Steiermärkische Landesregierung der Gemeinde Pistorf, mit Wirkung vom 1. Mai 1992, das Recht zur Führung unseres Gemeindewappens verliehen.
Blasonierung:
„In rotem Schild mit silbernem Schildhaupt in Weinlaubschnitt eine rot gezierte silberne Bischofsmütze.“

## Kultur und Sehenswürdigkeiten

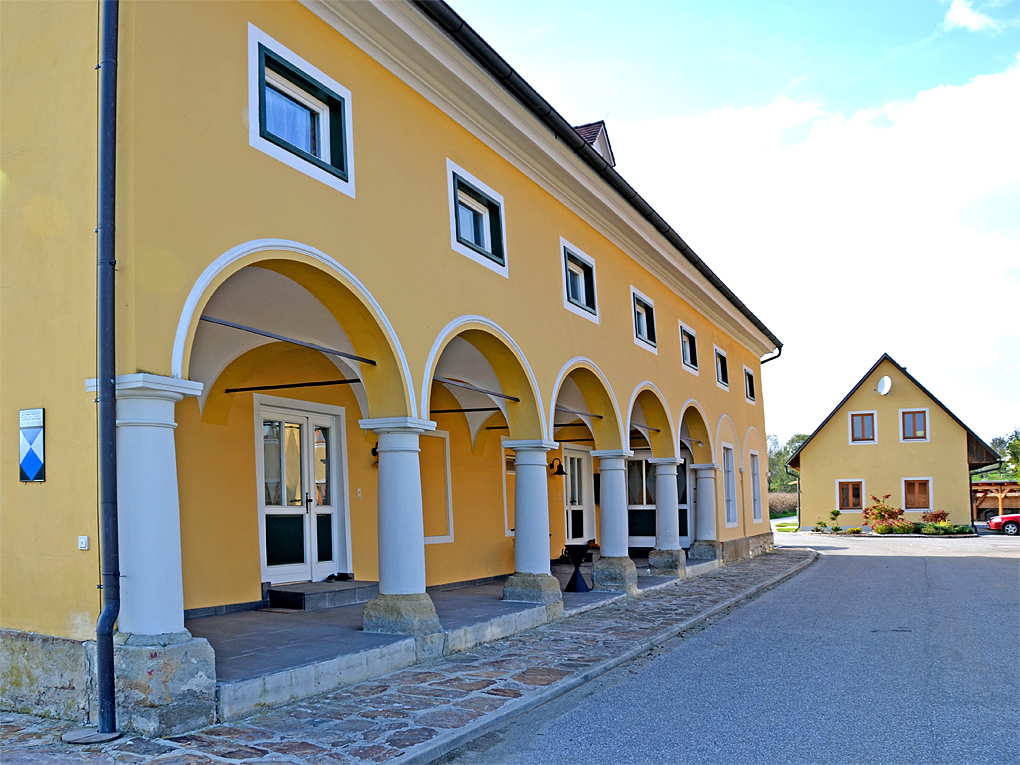
Die Affahrtmühle in Maierhof

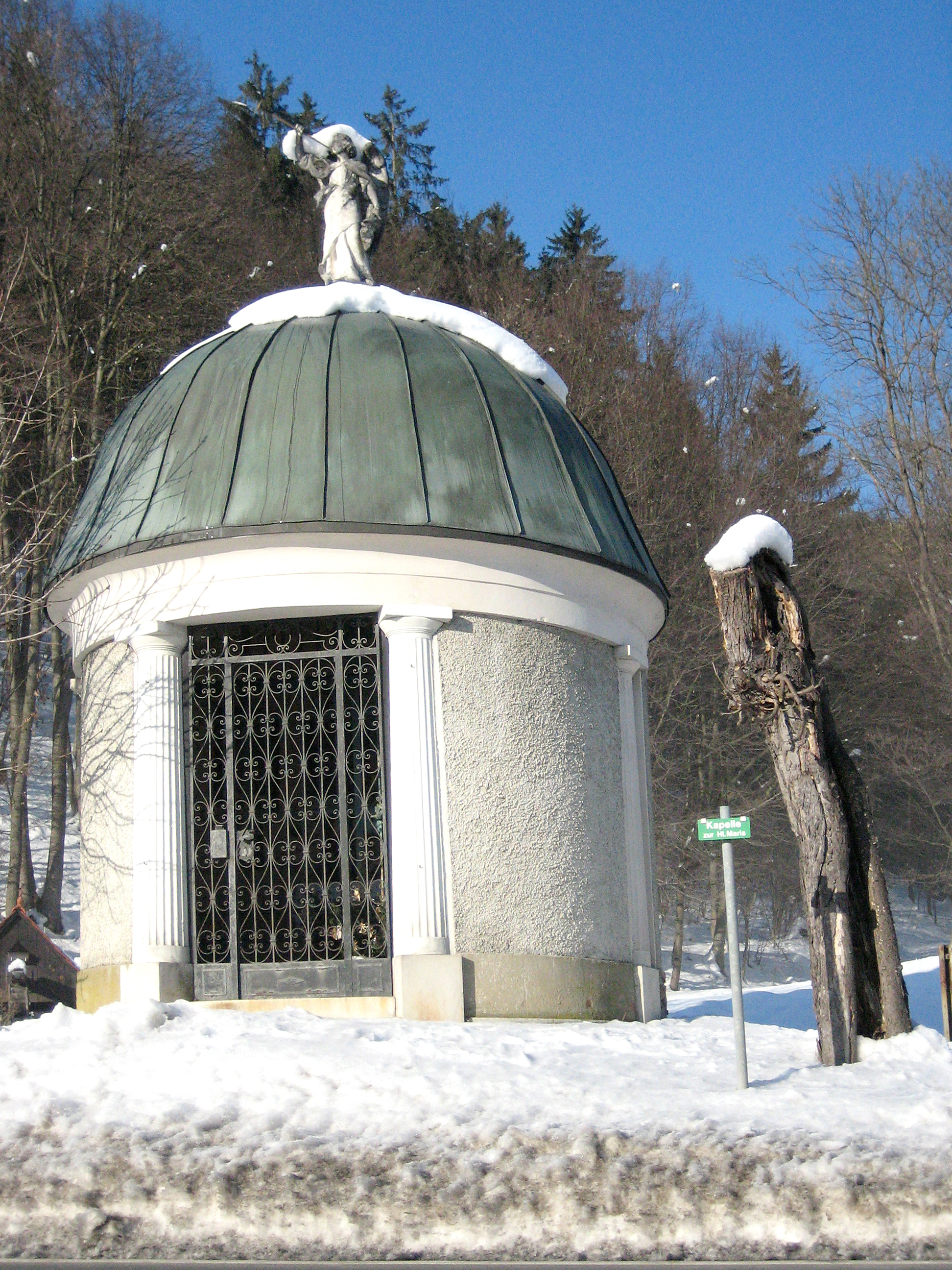
Die Schwarzlkapelle in Maierhof

Pistorf hat mehrere Sehenswürdigkeiten, von denen einige unter Denkmalschutz stehen:
- Theresienschlössl, eine 1908 errichtete Villa (Landhaus) mit Baukern aus dem 18. Jahrhundert in Sausal
- Affahrtmühle, ein 1845 errichtetes Wohnhaus in Maierhof
- Lewitschkapelle in Maierhof, eine Flur- und Wegkapelle die den hll. Johann und Paul geweiht ist
- Zur Schmerzhaften Muttergottes in Pistorf, eine Flur- und Wegkapelle die dem hl. Florian geweiht ist
- Bildstock in Dornach
- Bildstock in Pistorf
- Flur- und Wegkapelle Marien in Dornach
- Marienkapelle, eine Flur- und Wegkapelle in Maierhof
- Schwarzlkapelle (auch „Schwarzlkreuz“) in Maierhof
- Flur- und Wegkapelle in Maierhof, diese ist der hl. Maria geweiht
- Zum Gegeißelten Heiland (auch „Oberdorfkapelle“), Flur- und Wegkapellei in Pistorf
- Anna-Kapelle (auch „Unterdorfkapelle“), eine Flur-/Wegkapelle in Pistorf
- Flur- und Wegkapelle zum hl. Antonius in Sausal
- Theresienkapelle (Messkapelle „Maria vom Guten Rat“) in Sausal
- hl. Maria von Lankowitz, eine Flur- und Wegkapelle in Sausal
- Flur- und Wegkapelle Maria von Osterwitz (auch „Franzjokakapelle“) in Sausal